# Вільче (гміна Короново)
Вільче (пол. Wilcze, нім. Wilsche) — село в Польщі, у гміні Короново Бидґозького повіту Куявсько-Поморського воєводства.
Населення — 256 осіб (2011).
У 1975-1998 роках село належало до Бидгощського воєводства.

## Демографія
Демографічна структура станом на 31 березня 2011 року:
|          | Загалом | Допрацездатний вік | Працездатний вік | Постпрацездатний вік |
| -------- | ------- | ------------------ | ---------------- | -------------------- |
| Чоловіки | 121     | 26                 | 85               | 10                   |
| Жінки    | 135     | 28                 | 76               | 31                   |
| Разом    | 256     | 54                 | 161              | 41                   |